# Родина передусім (Австралія)
Родина перед усім (англ. Family First Party) — консервативна протестантська політична партія Австралії. Представлена 1 депутатом у Сенаті Австралії, 2 депутатами у Законодавчих зборах Південної Австралії й 1 депутатом у Законодавчих зборах Нового Південного Уельсу.

## Історія
Партія була заснована 2002 року колишнім пастором Ендрю Евансом.